# Igreja de Santa Margarida (Knotting)

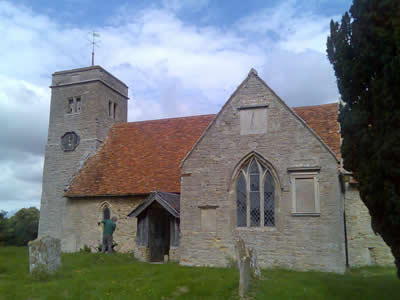
Igreja de Santa Margarida, Knotting

A Igreja de Santa Margarida é uma igreja listada como Grau I em Knotting, Bedfordshire, Inglaterra. Tornou-se um edifício listado no dia 13 de julho de 1964. A igreja foi construída originalmente no século XII. Foi submetida a uma extensa renovação no final dos anos 2000.